# Бјежуњ
Бјежуњ (пољ. Bieżuń) град је у Пољској у коме живи око 2000 људи (подаци из 2003). Кроз град протиче река Вкра. Налази се у журомињском повјату у Војводству мазовском. Статус града добио је 1406. У XVIII веку била је власништво племићке породице Замоиских.
.
Сада је пољопривредан градић са стакларском и ситном прехрамбеном индустријом.

## Демографија
| 2012. |
| ----- |
| 1.932 |